# Полумесечасти набор вежњаче
Полумесечасти набор је мали набор булбарне вежњаче или коњунктиве у углу ока који припада интермедијарном делу сузног апарата. Функционише током кретања ока, и помаже у одржавању дренаже суза кроз сузно језеро (лат. lacus lacrimalis) и омогућава већу ротацију глобуса, јер би се без ПН вежњача везала директно за очну јабучицу, ограничавајући кретање. 
Полумесечасти набор представља неопходни трећи очни капак, а таква је и сузна брадавица  (лат. papilla lacrimalis), која се налази у сузном језерцету у унутрашњем углу отвора капака. Из унутрашњег дела ока део суза преко сузног каналића (лат. canaliculus lacrimalis) одлази у носну шупљину.
Повезани мишићи ПН су такође заостали, па је ПН лабав и не ограничава покрете очију.  

## Ембриологија
Истраживањима је откривено да је у раним фазама свог развоја полумесечни набор покривао већи део орбите, а касније није пратио раст очне јабучице и капака. У развоју ПН су се могле видети три различите врсте заметних жлезда. Поред слабо диференцираних пупољака површинског епитела који се могу класификовати као рудименти Хардерове жлезде, откривене су серозне жлезде које би могле бити зачеци Краусових жлезда. Поред тога, идентификована је нова врста жлезде набора у којој се дукуларне структуре, са изгледом кожице лука, могу разликовати од мукозних ацинуса.
Површина набора се споро развијала повећањем слојева њеног епитела као и сазревањем епителних ћелија од двослојног кубоидног до вишеслојног цилиндричног епитела. Уопштено гледано, палпебрална страна набора се састојала од већег броја епителних слојева и више пехарастих ћелија него њена булбарна страна. Штавише, површина палпебралне стране је била неправилнија и увећана бројним наборима епитела.
У почетку лабаво мезенхимско везивно ткиво убрзо је кондензовано прво повећањем броја ћелија, а касније повећањем густине влакана. У чврстом колагеном везивном ткиву нису пронађена еластична или ретикуларна влакна или хрскавичне структуре. Веома густа васкуларизација полумесечастог набора примећена је рано у развоју. Крвни судови који се издижу из корена набора делили су се на централну и субепителну васкуларну мрежу. Касније су неки од њих показивали повећан лумен и били су прекривени танким слојем мишићних ћелија.
Неколико немијелинизираних неуровлакана пронађено је поред крвних судова и жлезда. Мишићне ћелије нису могле бити откривене. 
Веома густа концентрација леукоцита у набору већ у раном интраутерином развоју била је веома упадљива и први пут се могла приметити у овој врсти. То су углавном били лимфоплазмоцитни елементи, али су се гранулоцити и макрофаги такође могли видети око крвних судова и у субепителијалном делу где су били распоређени као фоликули. Неке од ових ћелија су чак прошле кроз епител и могле су се наћи у вежњачкој пукотини.

## ПН у заштити ока
Откриће густе инфилтрације са специфичним и неспецифичним имуним ћелијама, обилна васкуларизација и секреторне структуре (пехарасте ћелије и повећање површине) у полумесечастом набору сугеришу да она игра важну улогу као специјализовани орган у заштити људског ока. Његов анатомски положај на медијалној граници ока подржава ову теорију. 

## Клинички значај
Код очних алергија, сузна карункуа (лат. caruncula lacrimalis) и полумесечасти набор се могу упалити и тада се јавља сврб због ослобађања хистамина у ткиву и сузном филму.